# 케이브 존슨 (포탈)

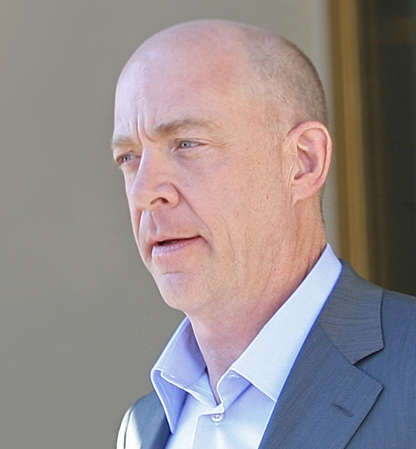
케이브 존슨의 성우 J. K. 시먼스

케이브 존슨(Cave Johnson)은 2011년 비디오 게임 포탈 2에 등장하는 등장인물로 게임상에서 애퍼처 사이언스의 창립자이자 CEO이다. 또한 '케롤린'이라는 비서를 두고 있다. J. K. 시먼스가 케이브 존슨의 성우를 맡았다.

## 게임상 스토리

그가 설립한 애퍼처 사이언스의 로고

그는 게임상에서 1943년 애퍼처 픽처스(Aperture Fixtures)라는 샤워커튼 회사를 설립한다. 그리고 1944년 1월 케이브 존슨은 미시건 주의 소금 광산을 구매하고 이 시설은 이후 애퍼처의 혁신 시설(전 이노베이터, 현 강화 센터)로 건설되었다. 본격적으로 애퍼처 사이언스(Aperture Science)라는 이름으로 불리기 시작한 것은 1947년으로 추정되며 1900년대 애퍼처 사이언스는 다양한 정부 계약과 과학 기술력, 샤워 커튼 회사 관련 다양한 상들을 수상하였다.
케이브 존슨이 계획한 3단계 R&D 프로그램중 세번째인 '샤워 커튼에 설치할 수 있는 형태의, 물리적 공간을 관통하는 사람 정도 크기의 즉석 양자 터널.' 계획의 일환으로 1950년대부터 포탈건을 개발하기 시작한다. 이것을 기점으로 과학 연구소 회사로 발전한다. 그러던 1950년대 블랙 메사라는 회사와 '다수의 정부 계약'과 '정부 지원금'을 통한 경쟁이 시작된다. 하지만 애퍼처 사이언스가 각종 정부 관련 계약 및 여러 분야에서 수상을 한 것에 비해 블랙 메사는 정부와의 계약이나 수상 성적은 밝혀진바 없다.
1970년대에 케이브 존슨은 블랙 메사와의 경쟁에서 이기기 위해 보리알리스 호라는 쇄빙선을 만들었으나 사고로 인해 쇄빙선이 통째로 텔레포트되어버리는 사건이 발생한다. 1981년에 케이브 존슨이 포탈의 전도체라고 알려진 월석을 사들이고 나서부터 월석에 감염되어 병을 앓게 된다. 1980년대 후반에 케이브 존슨은 결국 월석에 의한 병으로 사망한다. 그는 사망하였지만 애퍼처 사이언스는 지속적으로 운영되었다.

## 내용주
1. ↑  케롤린이 그의 아내라는 루머가 있으나 근거없는 내용이다.